# Corry Tendeloo
Nancy Sophie Cornélie (Corry) Tendeloo (Tebing Tinggi (Sumatra), 3 september 1897 – Wassenaar, 18 oktober 1956) was een Nederlands politicus namens de Vrijzinnig-Democratische Bond, daarna de Partij van de Arbeid, feministe, advocate en lerares. Ze was lid van de Tweede Kamer van 1945 tot haar dood en zette zich daar dikwijls in voor de gelijkheid tussen man en vrouw. De motie-Tendeloo van 1955 had tot doel het ontslag van gehuwde vrouwen uit overheidsdienst af te schaffen, hetgeen een jaar later lukte.

## Levensloop
Ze was een dochter van Henricus Jacobus Emile Tendeloo, assistent-resident te Beneden-Langkat en Langkat (Sumatra) en Jeanne Cornelie Stamm'ler. Na het overlijden van haar vader in 1903 verhuisde ze met een broer en zus naar Leiden in Nederland, waar ze de HBS en het gymnasium doorliep. In 1918 behaalde ze de akte voor Middelbaar Onderwijzer-a in Engels, waarna ze Nederlands recht ging studeren in Utrecht. Hierin studeerde ze in 1924 af. Tijdens haar studie doceerde ze Engels op een mulo.
Na haar studie kreeg Tendeloo een betrekking als advocaat bij Pieren en Folkers te Utrecht, en in 1927 werd ze actief als advocaat in Amsterdam, wat ze tot 1952 zou blijven. Van 1938 tot 1941 was ze lid van de Amsterdamse gemeenteraad namens de VDB (vanaf 1939 fractievoorzitter). Na de oorlog werd Tendeloo lid van de Tweede Kamer en was ze lid van de commissie beginselprogramma van de PvdA die toen werd opgericht. In de Kamer was ze tot 1952 lid van de Huishoudelijke Commissie, tot 1951 van de vaste commissie voor Privaat- en Strafrecht en van 1953 tot haar dood ondervoorzitter van de vaste commissie voor Justitie. Tendeloo was in 1951-1952 gedurende lange tijd afwezig om medische redenen. Ze moest een operatie ondergaan vanwege borstkanker.
Naast haar politieke werkzaamheden heeft Tendeloo diverse bestuurlijke en andere functies vervuld in feministische organisaties, hoewel voornamelijk voordat ze in de Kamer kwam. Ook binnen de Kamer heeft ze zich hier dikwijls voor ingezet. Zo werd op haar voorstel kiesrecht verleend aan vrouwen in Suriname (dat destijds nog bij Nederland hoorde), bepleitte zij invoering in de Nederlandse Antillen van het actief vrouwenkiesrecht, zette ze zich in voor de erkenning van de handelingsbekwaamheid van gehuwde vrouwen, de afschaffing van de bepaling dat de vader als hoofd van het gezin werd aangemerkt en de opheffing van de bepaling dat vrouwelijke ambtenaren bij een huwelijk ontslagen werden. In 1955 stemde de Kamer na haar interpellatie voor een motie die een verbod op arbeid voor gehuwde ambtenaressen afwijst, en was ze verantwoordelijk voor de openstelling van de Rijksbelastingacademie voor vrouwen.
Ze werd benoemd tot ridder in zowel de Orde van Oranje-Nassau als de Orde van de Nederlandse Leeuw (1954). In 2016 vernoemde de gemeente Amsterdam de Corry Tendeloobrug naar haar. In 2022 besloot de Hogeschool van Amsterdam het gebouw dat haar economiefaculteit huist te vernoemen tot Corry Tendeloohuis.